# Mistrzostwa Pacyfiku w pływaniu
Mistrzostwa Pacyfiku w pływaniu (ang. Pan Pacific Swimming Championships) – zawody pływackie rozgrywane od 1985 roku na basenie 50-metrowym. Początkowo odbywały się co dwa lata, w latach nieparzystych, aby nie kolidować z igrzyskami olimpijskimi i mistrzostwami świata. Od 2002 roku mistrzostwa Pacyfiku są organizowane co cztery lata, w związku ze zmianą częstotliwości rozgrywania mistrzostw świata (od 2001 roku co dwa lata).

## Organizator
Zawody organizuje Pacyficzne Stowarzyszenie Pływackie, które zostało założone w połowie lat 80. W jego skład wchodzą federacje pływackie z Australii, Japonii, Kanady i Stanów Zjednoczonych.

## Edycje mistrzostw
| Edycja | Rok  | Gospodarz  | Data             | Zwycięzcy tabeli medalowej |
| ------ | ---- | ---------- | ---------------- | -------------------------- |
| 1.     | 1985 | Tokio      | 15 – 18 sierpnia | Stany Zjednoczone          |
| 2.     | 1987 | Brisbane   | 13 – 16 sierpnia | Stany Zjednoczone          |
| 3.     | 1989 | Tokio      | 17 – 20 sierpnia | Stany Zjednoczone          |
| 4.     | 1991 | Edmonton   | 22 – 25 sierpnia | Stany Zjednoczone          |
| 5.     | 1993 | Kobe       | 12 – 15 sierpnia | Stany Zjednoczone          |
| 6.     | 1995 | Atlanta    | 10 – 13 sierpnia | Stany Zjednoczone          |
| 7.     | 1997 | Fukuoka    | 10 – 13 sierpnia | Stany Zjednoczone          |
| 8.     | 1999 | Sydney     | 22 – 29 sierpnia | Stany Zjednoczone          |
| 9.     | 2002 | Jokohama   | 24 – 29 sierpnia | Stany Zjednoczone          |
| 10.    | 2006 | Victoria   | 17 – 20 sierpnia | Stany Zjednoczone          |
| 11.    | 2010 | Irvine     | 18 – 22 sierpnia | Stany Zjednoczone          |
| 12.    | 2014 | Gold Coast | 21 – 25 sierpnia | Stany Zjednoczone          |
| 13.    | 2018 | Tokio      | 9 – 14 sierpnia  | Stany Zjednoczone          |

## Tabela medalowa (1985 – 2014)
Stan po Mistrzostwach Pacyfiku w Pływaniu 2014
| Miejsce | Państwo           | Złoto | Srebro | Brąz | Razem |
| ------- | ----------------- | ----- | ------ | ---- | ----- |
| 1.      | Stany Zjednoczone | 259   | 178    | 129  | 566   |
| 2.      | Australia         | 89    | 124    | 100  | 313   |
| 3.      | Japonia           | 25    | 42     | 63   | 130   |
| 4.      | Kanada            | 16    | 43     | 70   | 129   |
| 5.      | Chiny             | 5     | 10     | 12   | 27    |
| 6.      | Południowa Afryka | 5     | 5      | 6    | 16    |
| 7.      | Nowa Zelandia     | 4     | 6      | 16   | 26    |
| 8.      | Korea Południowa  | 4     | 2      | 1    | 7     |
| 9.      | Kostaryka         | 3     | 2      | 4    | 9     |
| 10.     | Brazylia          | 2     | 3      | 7    | 12    |
| 11.     | Portoryko         | 1     | 0      | 1    | 2     |
| 12.     | Surinam           | 1     | 0      | 0    | 1     |
| 13.     | Wenezuela         | 0     | 1      | 0    | 1     |
| 14.     | Chile             | 0     | 0      | 1    | 1     |
| Razem   | Razem             | 414   | 416    | 410  | 1240  |